# 요나이촌
요나이촌(米内村)은 이와테현 이와테군에 설치되었던 촌이다. 

## 역사
- 1889년 4월 1일 - 정촌제 시행과 함께 요나이촌이 성립하였다.
- 1896년 3월 29일 - 미나미이와테군과 통합에 의해 이와테군에 소속되었다.
- 1928년 4월 1일 - 모리오카시에 편입되어 소멸하였다.

## 행정
|    | 성명                             | 비고                           |
| -- | -------------------------------- | ------------------------------ |
| 1  | 우에노 요시타로 (上野芳太郎)     |                                |
| 2  | 아라카와 후쿠하루 (荒川福治)     |                                |
| 3  | 구마가이 주스케 (熊谷忠助)       | 3할구 123호의 구장을 겸임      |
| 4  | 사토 젠지로 (佐藤善次郎)         |                                |
| 5  | 카타비라 코레마사 (帷子惟政)     | 쇼가하타 구 49호의 구장을 겸임 |
| 6  | 유키우라 마츠노스케 (雪浦松之助) |                                |
| 7  | 이와사키 히사에몬 (岩崎久左衛門) |                                |
| 8  | 나카이 이치죠 (中居一三)         |                                |
| 9  | 우에야마 하지메사쿠 (上山源作)   |                                |
| 10 | 구와바라 조키치 (桑原長吉)       |                                |
| 11 | 아카사와 기스케 (赤澤喜助)       |                                |
| 12 | 사카모토 에이지 (坂本榮治)       |                                |

(1971년 1월 현재)